# Badikaha
 Badikaha è una città e sottoprefettura della Costa d'Avorio appartenente al dipartimento di Niakaramandougou. Conta una popolazione di 27 498 abitanti (censimento 2021).